# José Ruysschaert
José Ruysschaert (* 11. Juni 1914 in Renaix; † 9. Januar 1993 in Vatikanstadt) war ein belgischer Bibliothekar.

## Leben
1939 zum Priester des Bistums Tournai geweiht und erhielt er 1947 einen Abschluss an der Universität Leuven. Zwei Jahre später wurde seine Abschlussarbeit veröffentlicht. Seit 1949 war er lateinischer Schreiber der Bibliotheca Apostolica Vaticana  und veröffentlichte unter anderem den Katalog von Manuskripten des Römischen Kollegiums der Gesellschaft Jesu. Ab 1965 wurde er Vizepräfekt, im März 1971 jedoch aufgrund der Nachfolge von Alfons Raes, Präfekt seit 1962 bevorzugte Alfons Maria Stickler. Er war auch Lehrer an der Scuola Vaticana di Paleografia, Diplomatica e Archivistica und setzte sich 1984 zur Ruhe gesetzt.
Er veröffentlichte zahlreiche und maßgebliche Studien, insbesondere in den Bereichen christliche Archäologie, Bibliotheksgeschichte und Miniaturgeschichte. Er war auch Mitglied des Comité International de Paléographie Latin und seit 1976 Mitglied der Società romana di storia patria. Er hinterließ seine Bibliothek und Unterlagen der Fondazione Ezio Franceschini in Florenz.

## Schriften (Auswahl)
- Juste Lipse et les Annales de Tacite. Une méthode de critique textuelle au XVIe siècle. Löwen 1949, OCLC 25388242.
- Les manuscrits de l’Abbaye de Nonantola. Table de concordance annotée et index des manuscrits. Rom 1955, OCLC 977722034.
- Libri manoscritti e stampati del Belgio nella Biblioteca Vaticana secoli IX-XVII. Rom 1979, OCLC 969625493.
- Les frères Andreoli relieurs des Chigi. Rom 1992, OCLC 716590006.